# Bardo II
Bardo II  es un personaje ficticio de la novela El Señor de los Anillos, escrita por J. R. R. Tolkien. Fue el cuarto rey de la refundada Ciudad de Valle. Hijo de Brand y bisnieto de Bardo I. Gobernó a partir de la muerte de su padre en la defensa de Erebor en el 3019 T. E. La Ciudad de Valle, destruida durante la Guerra del Anillo, fue nuevamente reconstruida durante su reinado. Fue embajador de Valle en la coronación del rey Elessar a inicios de la Cuarta Edad. Tolkien no estableció en sus textos el nombre de su heredero.
| Predecesor: Brand | Rey de la Ciudad de Valle 3019 T. E. - ¿ ? C. E. | Sucesor: - |

- Datos: Q2637659